# Инчоун
Инчо́ун (на руски: Инчоун; на чукчи: И’нчувин) е село в Чукотски автономен окръг, Русия. Разположено е на брега на Чукотско море, северно от нос Дежньов. Към 2015 г. има население от 374 души, като 99% от населението на селото са чукчи.

## История
Името на селото на език чукчи (И’нчувин) означава „Срязан нос“. Те са му дали това име, поради факта, че близо до селото има скала с камък до нея, които наподобяват срязан нос.
Проведените експедиции и разкопки в близкото древно селище Пайпелгак показват, че тези места са били населявани от ескимоси още преди 3000 години.
Строителството на дървените жилища в селото започва през 1950-те години, като през 1957 г. първите девет семейства се преместват да живеят от тентите си в новите жилища.

## Население
Почти цялото население на Инчоун са чукчи.
| 1931 | 2009 | 2010 | 2012 | 2013 | 2014 | 2015 | 2016 |
| ---- | ---- | ---- | ---- | ---- | ---- | ---- | ---- |
| 106  | 398  | 387  | 382  | 390  | 383  | 377  | 374  |

## Икономика
Местните жители се занимават основно с еленовъдство и търговия на морски дарове. През 2014 г. селото вече има мобилно покритие.